# Thaddeus Cho Hwan-Kil
Thaddeus Cho Hwan-Kil (kor. 조환길, * 7. November 1954 in Hwa-Won, Südkorea) ist ein südkoreanischer Geistlicher und römisch-katholischer Erzbischof von Daegu.

## Leben
Thaddeus Cho Hwan-Kil empfing am 19. März 1981 das Sakrament der Priesterweihe.
Am 23. März 2007 ernannte ihn Papst Benedikt XVI. zum Titularbischof von Abbir Maius und bestellte ihn zum Weihbischof in Daegu. Der Erzbischof von Daegu, John Choi Young-su, spendete ihm am 30. April desselben Jahres die Bischofsweihe; Mitkonsekratoren waren der Bischof von Andong, John Chrisostom Kwon Hyok-ju, und der Bischof von Pusan, Augustine Cheong Myong-jo. Am 4. November 2010 ernannte ihn Benedikt XVI. zum Erzbischof von Daegu. Die Amtseinführung erfolgte am 20. Dezember desselben Jahres.